# Mistrzostwa Świata w Badmintonie 2009
17. Mistrzostwa świata w badmintonie odbyły się w dniach 10–16 sierpnia 2009 w Hajdarabadzie (Indie).

## Reprezentacja Polski
- gra pojedyncza mężczyzn
  - Przemysław Wacha – druga runda
- gra podwójna mężczyzn
  - Michał Łogosz i Robert Mateusiak – trzecia runda
- gra mieszana
  - Robert Mateusiak i Nadieżda Kostiuczyk – trzecia runda

## Klasyfikacja medalowa
| Pozycja | Państwo          | złoto | srebro | brąz | razem |
| ------- | ---------------- | ----- | ------ | ---- | ----- |
| 1.      | Chiny            | 4     | 3      | 3    | 10    |
| 2.      | Dania            | 1     | 0      | 1    | 2     |
| 3.      | Indonezja        | 0     | 1      | 2    | 3     |
| 4.      | Korea Południowa | 0     | 1      | 1    | 2     |
| 5.      | Malezja          | 0     | 0      | 2    | 2     |
| 6.      | Francja          | 0     | 0      | 1    | 1     |

## Medaliści
| Konkurencja             | Złoto                               | Srebro                       | Brąz                                                                             |
| gra pojedyncza kobiet   | Lu Lan                              | Xie Xingfang                 | Pi Hongyan Wang Lin                                                              |
| gra pojedyncza mężczyzn | Lin Dan                             | Chen Jin                     | Taufik Hidayat Sony Dwi Kuncoro                                                  |
| gra podwójna kobiet     | Zhang Yawen Zhao Tingting           | Cheng Shu Zhao Yunlei        | Du Jing Yu Yang Ma Jin Wang Xiaoli                                               |
| gra podwójna mężczyzn   | Fu Haifeng Cai Yun                  | Jung Jae-sung Lee Yong-dae   | Mohd Zakry Abdul Latif Mohd Fairuzizuan Mohd Tazari Koo Kien Keat Tan Boon Heong |
| gra mieszana            | Thomas Laybourn Kamilla Rytter Juhl | Nova Widianto Lilyana Natsir | Joachim Fischer Nielsen Christinna Pedersen Lee Yong-dae Lee Hyo-jung            |